# The Hush Sound
The Hush Sound is een band uit Chicago, Illinois. In 2005 hebben ze hun eerste album So Sudden uitgebracht. Hun tweede album Like Vines is uitgebracht in 2006. Op 18 maart 2008 is hun derde album, Goodbye Blues, uitgekomen.

## Biografie
The Hush Sound is opgericht door Bob Morris en Greta Salpeter. De twee ontmoetten elkaar tijdens het uitgaan met vrienden. Ze kwamen erachter dat ze veel dingen (in de muziek) gemeen hadden. Daarop besloten ze om een band te beginnen. Bij de band werden Chris Faller en Darren Wilson toegevoegd.
In 2005 brachten ze zelf hun eerste album, So Sudden, uit. Een half jaar later hoorde Ryan Ross van Panic at the Disco hun album op hun site. Hij liet het weer horen aan Pete Wentz van Fall Out Boy. Pete was er zo van onder de indruk dat hij ze een contract bood bij Dacaydance

## Discografie

### Albums
- So Sudden (2005)
- Like Vines (2006)
- Goodbye Blues (2008)

### Singles
- Crawling Towards the Sun (2006)
- We Intertwined (2006)
- Wine Red (2006)
- Honey (2008)